# Virachola isocrates
Virachola isocrates là một loài bướm ngày thuộc họ Bướm xanh. Nó được tìm thấy ở châu Á. Its common names include common guava blue, pomegranate butterfly, và anar butterfly. It là một pest of pomegranates in Ấn Độ.

## Hình ảnh

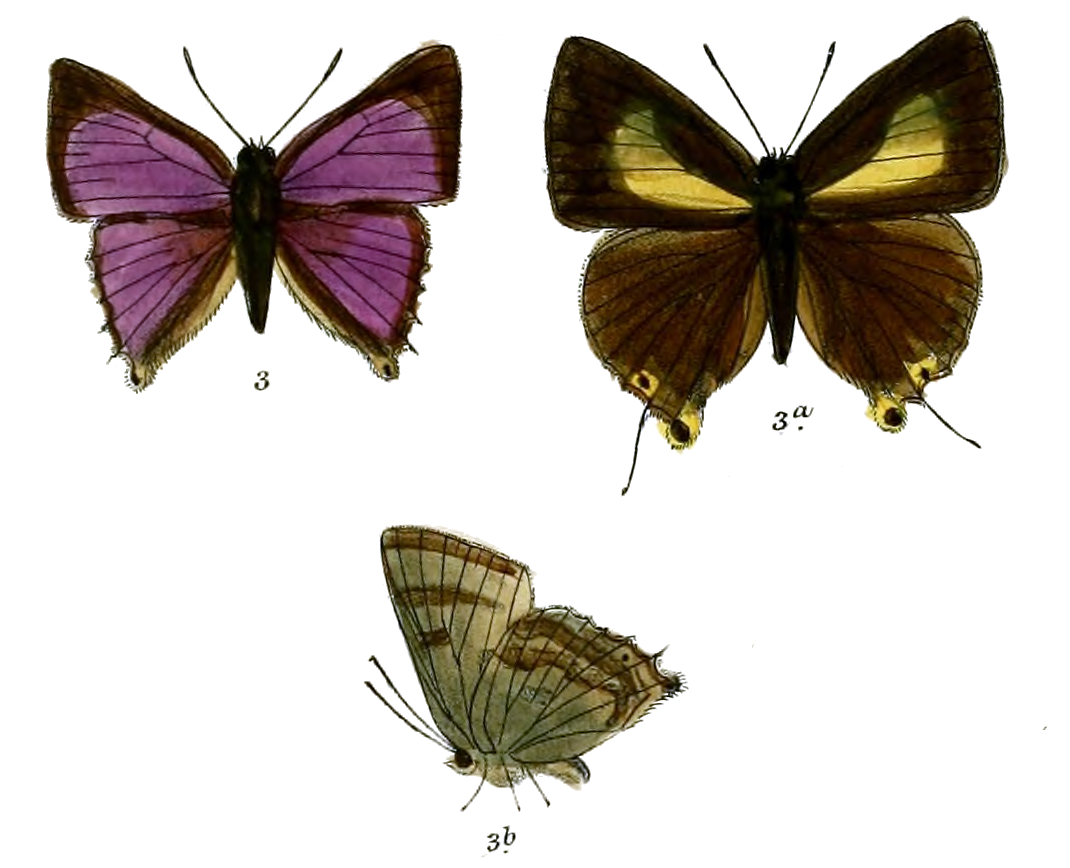